# 프타이콩
프타이콩(인도네시아어: petai, 학명: Parkia speciosa 파르키아 스페키오사[*])은 콩과의 나무이다.

## 분포
동남아시아가 원산지이다. 인도네시아, 말레이시아, 태국에 분포한다.

## 사진 갤러리

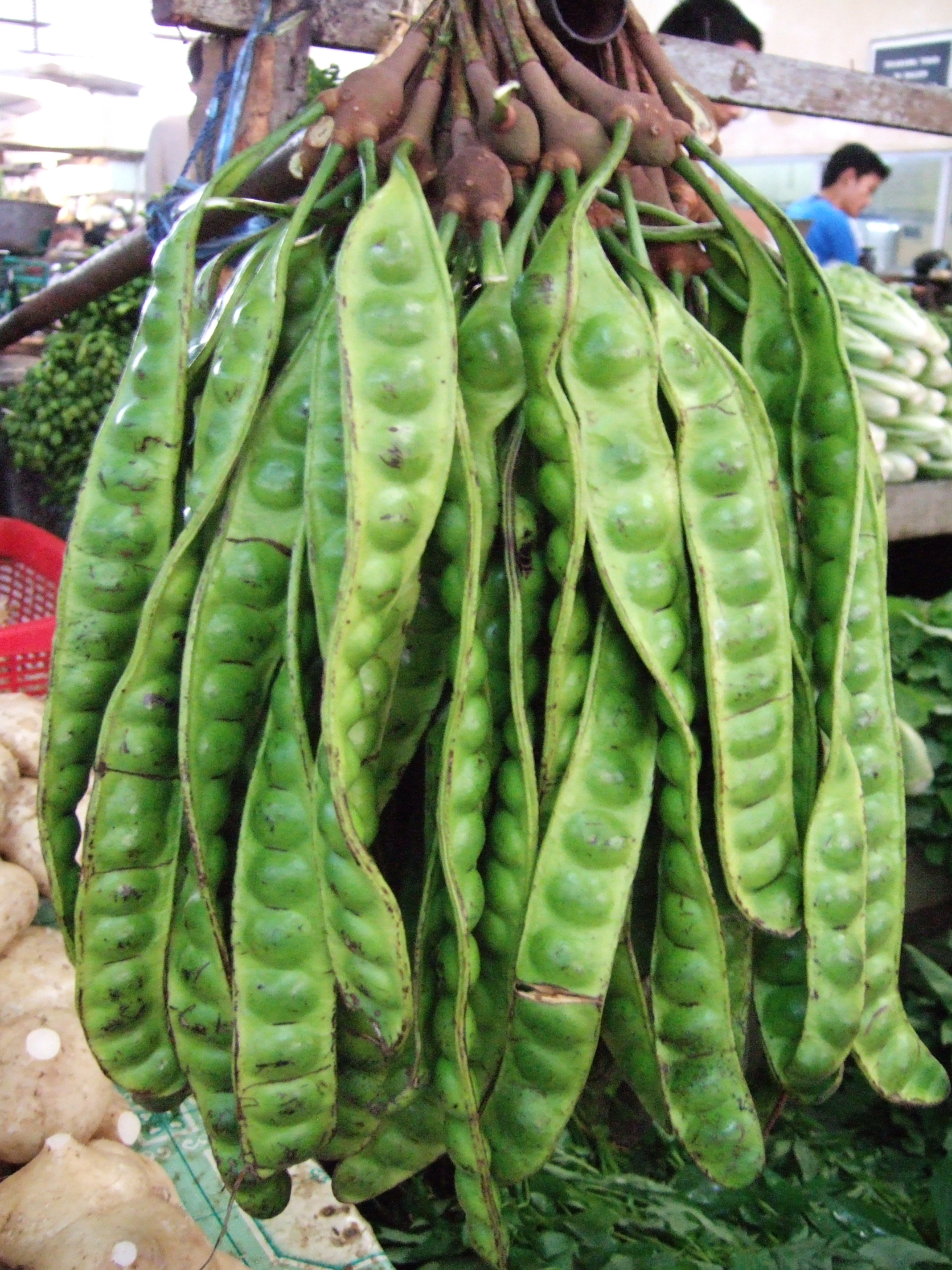
프타이콩 콩깍지
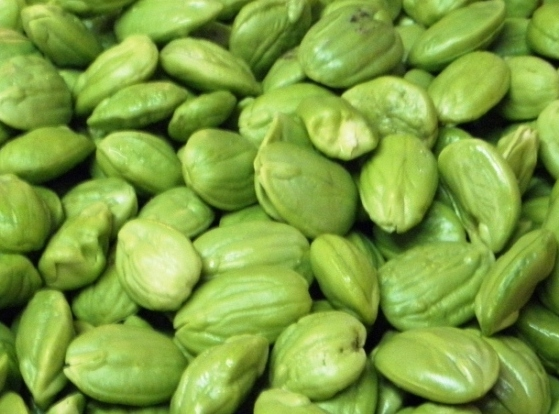
프타이콩
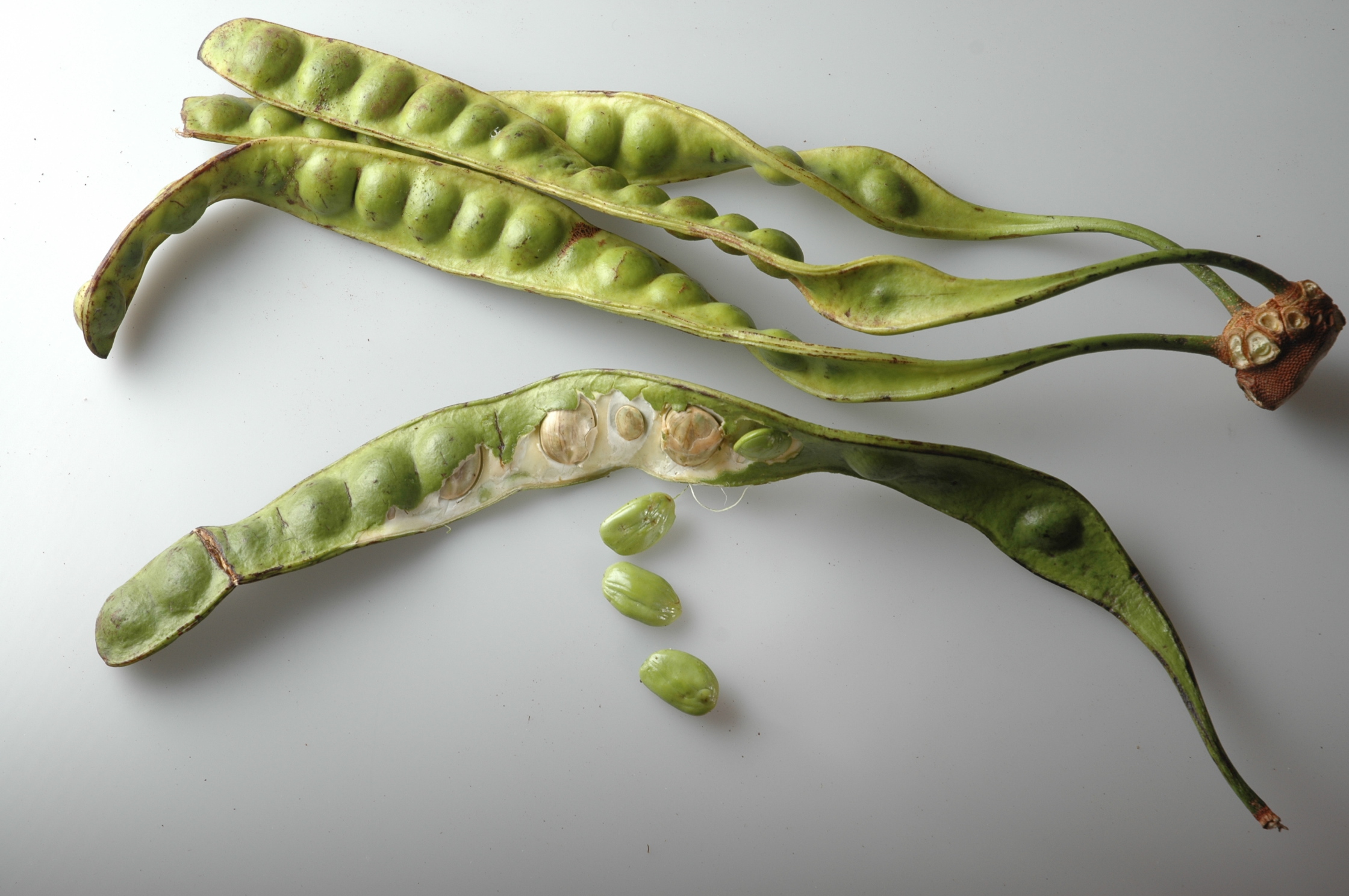
프타이콩과 콩깍지